# Скринсейвер

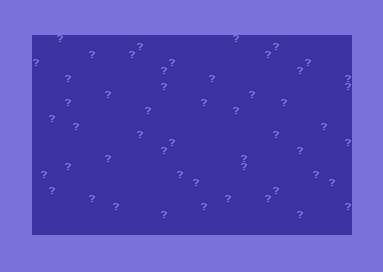
Скринсейвер Commodore 64

Скринсейвер (англ. Screensaver; заставка, хранитель экрана) — функция или отдельная программа гашения экрана при простое компьютера (или иного устройства), призванная снизить непроизводительный износ оборудования и его отдельных частей, а иногда и энергопотребление.
Заставки призваны снизить яркость изображения (в том числе погасить экран полностью) и снизить общий износ, и/или устранить статичность рабочего изображения для снижения локального износа — выгорания люминофора на статических элементах, что актуально для устройств на основе электронно-лучевой трубки и плазменных экранов, а так же для снижения энергопотребления и предотвращения преждевременной деградации дисплеев на основе органических светодиодов (OLED). Для жидкокристаллических (ЖК) мониторов это не обязательно, так как в ЖК-дисплее практически нет износа (износ заметен только в случае, если изображение на мониторе статично в течение очень длительного срока[какого?]), а чёрный цвет соответствует наибольшим, а не наименьшим затратам энергии (хотя разница таких затрат очень маленькая). Но на ЖК-дисплеях скринсейверы тоже часто используются в эстетических целях и как дань традиции. 
Заставки могут нести энергосберегающие функции (если в процессе работы явно переключают оборудование в соответствующие режимы), а также функции безопасности, если комбинируют в себе блокировку рабочей консоли паролем.
Часто заставки делаются в виде анимации.